# Ачеренца
Ачеренца (итал. Acerenza) — город в Италии, расположен в регионе Базиликата, подчинён административному центру Потенца.
Население составляет 3 010 человек, плотность населения составляет 39 чел./км². Занимает площадь 77 км². Почтовый индекс — 85011. Телефонный код — 00971.
Покровителем города почитаются св. Каний (San Canio), празднование 25 мая, св. Лаверий, празднование 17 ноября, и св. Мариан, празднование 30 апреля.
Первые поселения на территории Ачеренцы относятся к VI веку до н. э., позже в римский период на их месте основывается город Акерунтия (лат. Aceruntia или Acheruntia), упоминаемый Титом Ливием и Горацием.

## Известные жители и уроженцы
- Святой Мариан (+ 303) — святой Римско-Католической церкви.